# ويلي فونغ
ويلي فونغ (بالإنجليزية: Willie Fung)‏ مواليد 3 مارس 1896 في غوانزو - الوفاة 16 أبريل 1945 في لوس أنجلوس، هو ممثل أمريكي بدأ مسيرته الفنية سنة 1922.

## الأعمال
- ثلاث فتيات مفقودات
- قطار شنغهاي
- طريق ذو اتجاه واحد
- روجلز من ريد جاب
- سمول تاون غيرل
- الأفق المفقود
- الرسالة
- البجعة السوداء
- مغامرات مارك توين

## روابط خارجية
- ويلي فونغ على موقع IMDb (الإنجليزية)
- ويلي فونغ على موقع أول موفي (الإنجليزية)
- ويلي فونغ على موقع قاعدة بيانات الأفلام السويدية (السويدية)
- ويلي فونغ على موقع قاعدة بيانات الفيلم (الإنجليزية)